# Ferrari F40

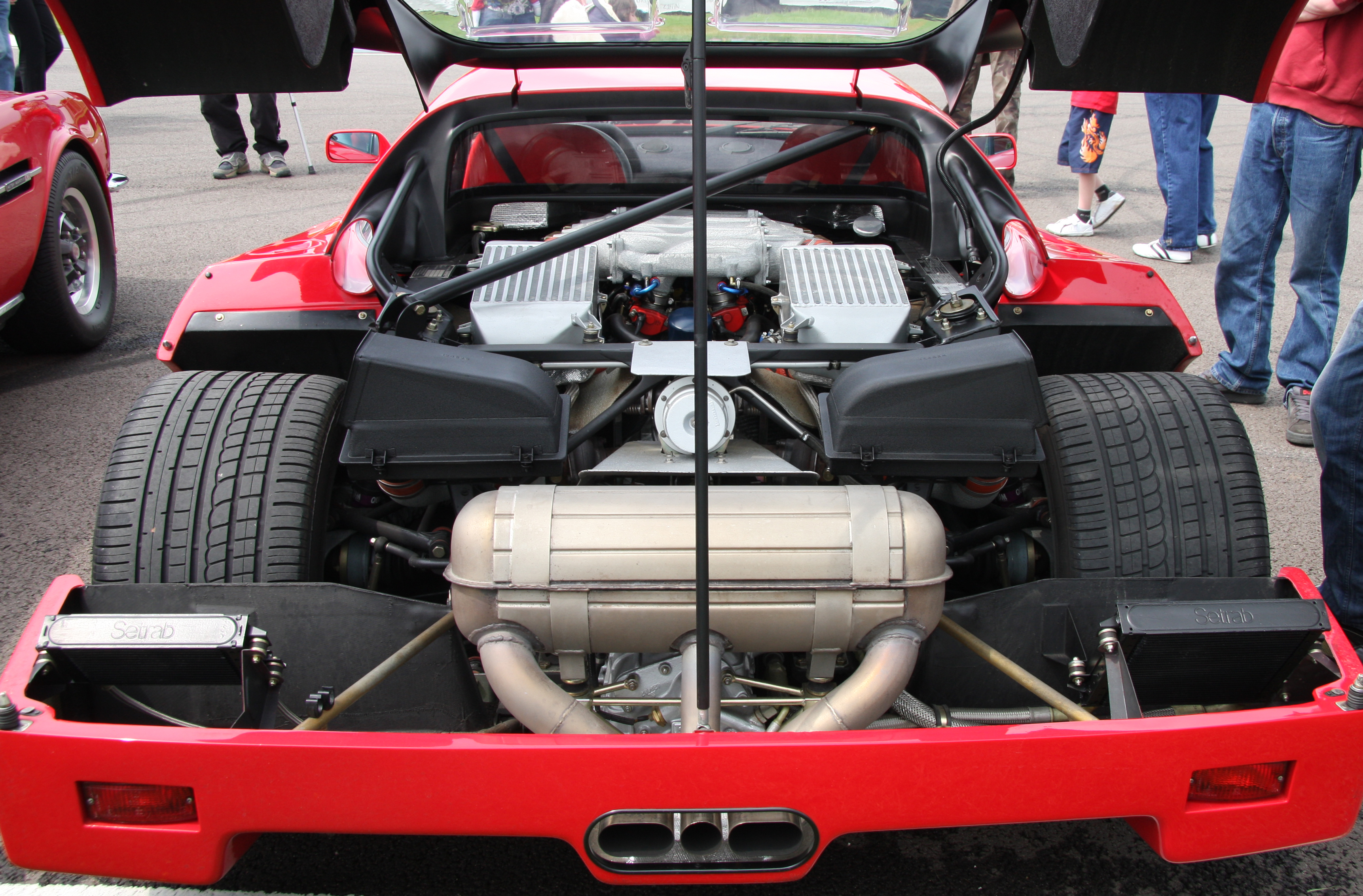
De motor van de Ferrari F40

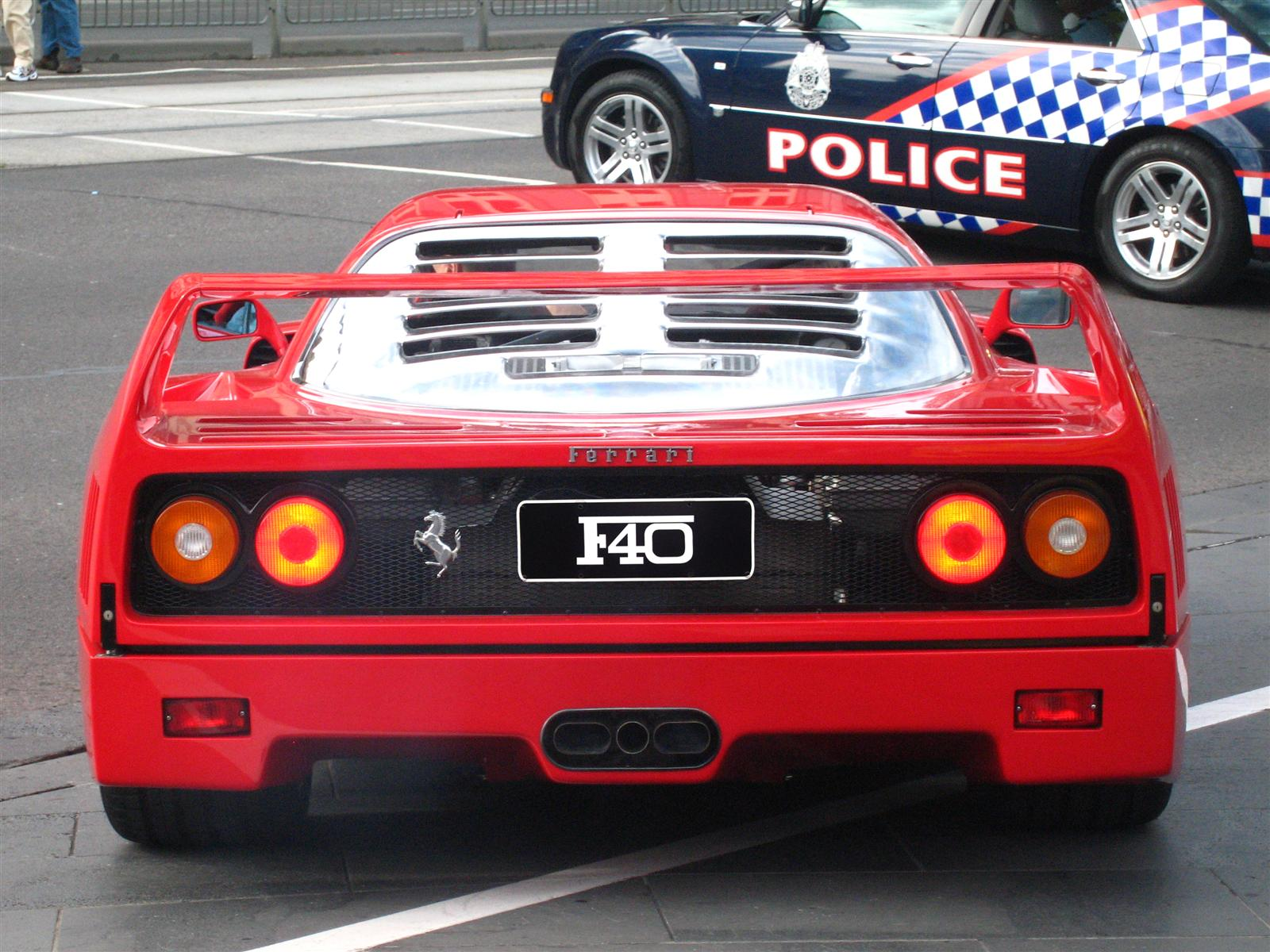
Achterkant van de Ferrari F40

De Ferrari F40 is een supersportwagen van Ferrari uit 1987, de laatste auto die werd gebouwd onder toezicht van Enzo Ferrari.
Met een topsnelheid van 324  km/u en een 0–100 km/u tijd van 4,1 seconden was de F40 een van de snelste productiewagens uit zijn tijd.

## Ontwikkeling
In 1984 bracht Ferrari de 288 GTO op de markt. Hiervan zijn vier Ferrari 288 GTO Evoluzione's gemaakt, een wagen ontwikkeld voor het zogenaamde Group B racing. De FIA schrapte echter
Group B racing en de GTO was al verouderd voor hij ook maar op het circuit te zien was geweest. De ontwikkeling van deze wagen zou
echter niet voor niets geweest zijn en werd gebruikt als basis voor de F40.
In 1987 bestond het merk Ferrari 40 jaar, en om dit te vieren besloot Enzo Ferrari een bijzondere wagen te bouwen om te onderstrepen waar het
Ferrari om te doen was: het bouwen van de ultieme sportwagen voor de weg. Comfort en luxe werden achterwege gelaten, alles werd ontwikkeld met maar één doel voor ogen: prestaties. De F40 werd voorzien van een 2936 cc 90° V8 motor, die uitgerust met twee IHI turbo's zorgde voor 478 pk. Het gewicht werd laag gehouden door net als de Formule 1-wagens gebruik te maken van materialen zoals Kevlar, koolstofvezel en aluminium. Pininfarina was verantwoordelijk voor het design.
De F40 gaat van 0 tot 100 km/u in 4,1 seconden en werd de eerste productiewagen die de grens van de 200 mph (320 km/u) haalde, een mijlpaal in de automobielgeschiedenis.

## F40 Competizione

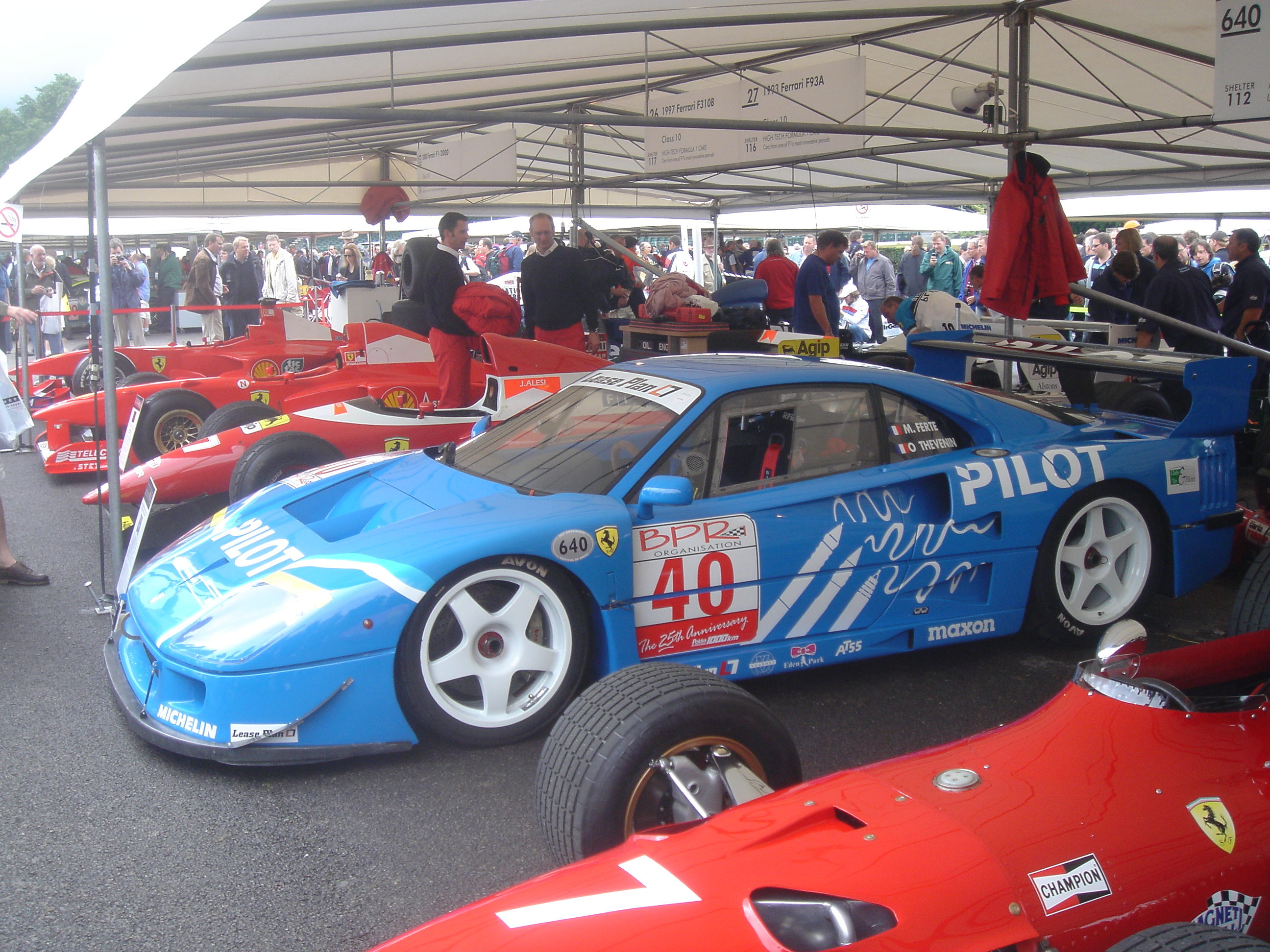
Ferrari F40 LM.

In 1989 werd de F40 aangepast voor gebruik op het circuit. De aangepaste motor zorgde voor 700 pk en een topsnelheid van
367 km/u, wat later met een vermogen van 780 pk nog werd opgedreven tot 380 km/u. De F40 Competizione werd onder andere ingezet in de 24 uur van Le Mans
en de Amerikaanse IMSA series.

## Specificaties

### Motor
- Motor: 2936.25 cc 90° V8 twin turbo[2]
- Vermogen: 478 pk / 357 kW @ 7000 rpm
- Koppel: 577 nm @ 4000 rpm

### Afmetingen
- Lengte: 4358 mm
- Breedte: 1970 mm
- Hoogte: 1124 mm
- Wielbasis: 2450 mm
- Leeg gewicht: 1100 kg

### Prestaties
- 0 tot 100 km/u: 4,1 seconden
- 0 tot 200 km/u: 12 seconden
- 0 tot 300 km/u: 31,0 seconden
- Topsnelheid : 324 km/u